# Choni
I Choni (o Coni o Caoni o Kanes) sono un'antica popolazione italica considerata una variante etnica degli Enotri, la popolazione che i coloni greci incontrano nell'Italia meridionale durante la seconda colonizzazione greca avvenuta nel VIII sec. a.C. Antioco indica che nell'ambito della popolazione enotrica, i Choni hanno un'identità ed un ordinamento proprio, non derivante dalla disarticolazione del mondo italo-enotrio verificatasi una volta avvenuta la successione di Morgete a Italo, come avvenuto con i Morgeti ed i Siculi.
Questa specificità dell’ethnos emerge anche dalle altre testimonianze su di essi. Le fonti achee facevano risalire all’acheo-ftiota Filottete, reduce da Troia, la nascita dell’ethnos. Nella Siritide si parlava per loro di origini o commistioni con i Troiani. Necessita, dunque, anche in questo caso, distinguere dagli Oinotroi propriamente detti, una popolazione semplicemente enotria e con una sua autonoma storia.
I Choni  occuparono un’ampia area della Calabria ionica settentrionale, da Metaponto fino a Crotone, e si caratterizzarono per una cultura funeraria che vede inumare i propri cari non distesi supini con le gambe leggermente flesse, ma rannicchiati su di un fianco, secondo l’uso dei loro vicini della Puglia, gli Iapigi, oltre che della presenza di enchytrismoi anche in area di abitato.
L'origine dei Choni viene riconosciuta dalle tradizioni storico-letterarie nell’orizzonte leggendario dei contatti con il mondo egeo-miceneo che rinviare le narrazioni mitiche dei « ritorni » di eroi greci dalla spedizione contro Troia, che avrebbero fondato nelle regioni chonio-enotrie diverse città, come Nestore a Metaponto o Epeo a Lagarìa o Filottete a Chone, Krimisa, Petelia, Makalla.
In seguito alla fondazione e sviluppo delle colonie magno-greche dall'VIII sec. a.C. i Choni perdono progressivamente la propria identità «indigena», condizionata progressivamente dal processo di acculturazione e di ricezione dei modelli culturali di matrice ellenica. Dalla prima metà del V secolo a.C., l’adozione di modelli e pratiche religiose elleniche, attestata archeologicamente, con evidenti ricadute in ambito sociopolitico, conclude il processo di integrazione culturale avviato diversi secoli prima.